# Tom Towles
Pour les articles homonymes, voir Towles.
Tom Towles, né le 20 mars 1950 à Chicago, dans l'Illinois, aux (États-Unis), et mort le 2 avril 2015 à Pinellas Park, dans le comté de Pinellas, en Floride, aux (États-Unis), est un acteur américain.

## Filmographie
- 1975 : Un après-midi de chien (non crédité)
- 1985 : Pink Nights : Ralph the Lounge Lizard
- 1986 : Henry, portrait d'un serial killer : Otis
- 1987 : High Mountain Rangers (TV) : T.J. Cousins
- 1990 : La Nuit des morts-vivants (Night of the Living Dead) de Tom Savini : Harry Cooper
- 1990 : The Pit and the Pendulum : Don Carlos
- 1991 : Borrower : Bob Laney
- 1993 : Star Trek Deep Space Nine : Klingon (Saison 1 Episode 18 - Dramatis Personae)
- 1993 : Fortress : Stiggs
- 1993 : Mad Dog and Glory : Andrew
- 1993 : Les Princes de la ville : Red Ryke
- 1994 : Girls in Prison (TV) : Norman Stoneface
- 1996 : God's Lonely Man : Steven
- 1996 : Rock : Alcatraz Park Ranger #1
- 1996 : Normal Life : Frank Anderson
- 1997 : Magic warriors : général Grillo
- 1997 : Night of the Lawyers : Alien Moriarty
- 1997 : Gridlock'd : D-Reper's Henchman
- 1998 : The Prophecy 2 : détecive Waltrip
- 1998 : Dr. Dolittle : German Sheperd (voix)
- 1999 : Le Manipulateur (TV) : Henchman
- 2000 : Sac d'embrouilles : détective Smith
- 2002 : Groom lake : Dietz
- 2003 : La Maison des 1000 morts : Lt George Wydell
- 2005 : The Devil's Rejects : George Wydell
- 2006 : Miami Vice : Deux flics à Miami : Coleman
- 2007 : Grindhouse, bande-annonce Werewolf Women Of The SS
- 2007 : Home Sick : Oncle Johnny
- 2007 : Halloween : Larry Redgrave
- 2008 : Blood on the Highway : Louis Debois

## Voix françaises
- Mario Santini dans :
  - La Nuit des morts vivants
  - Le Caméléon (série télévisée)

Et aussi
- Georges Berthomieu dans Borrower
- Jacques Frantz dans Fortress
- Alain Dorval dans Mad Dog and Glory
- Patrice Melennec dans Les Princes de la ville
- Saïd Amadis dans Magic Warriors
- Jean-Claude Sachot dans Profiler (série télévisée)
- Michel Vigné dans Miami Vice : Deux flics à Miami